# Garanou
Garanou è un comune francese di 177 abitanti situato nel dipartimento dell'Ariège nella regione dell'Occitania. Garanou confina a est con Luzenac, e a Garanou è presente una stazione ferroviaria chiamata Luzenac - Garanou.

## Società

### Evoluzione demografica
Abitanti censiti